# James Tanis

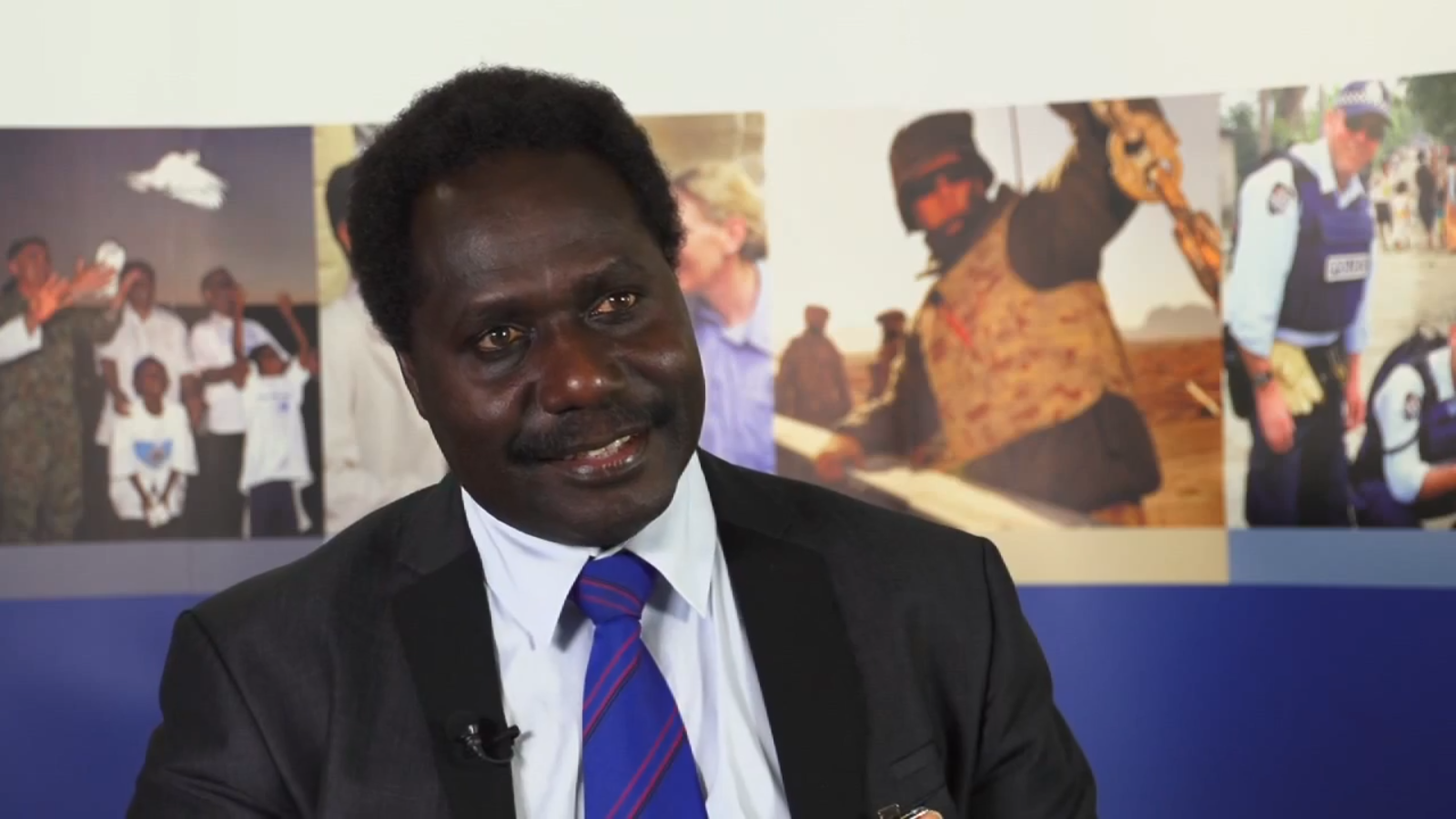
James Tanis

James Tanis (* 1965), ist ein Politiker aus Papua-Neuguinea. Vom 6. Januar 2009 bis 10. Juni 2010 war er Präsident der autonomen Provinz Bougainville. Zuvor war er Vizepräsident der Partei Bougainville People's Congress.
Tanis wuchs in dem Dorf Panam bei Lamane, an der Grenze zwischen Süd- und Zentralbougainville, auf.
Im November und Dezember 2008 wurden in Bougainville Präsidentschaftswahlen durchgeführt, da der Vorgänger von James Tanis, Präsident Joseph Kabui, während seiner Amtszeit im Juni 2008 an einem Herzinfarkt verstorben war. 14 Kandidaten stellten sich zur Wahl. Mit 13.547 Stimmen gewann James Tanis vor Sam Akoitai. Die Wahlbeteiligung war gering, Straßenblockaden und lokale Streitigkeiten hinderten die Wähler an der Wahlteilnahme, es gab Beschwerden von vielen Bougainvilleern, dass ihre Namen nicht in den Wählerverzeichnissen standen. Tanis wurde am 6. Januar 2009 vereidigt.
Die Wahl des 43-jährigen Tanis stellt einen Generationenwechsel in der Führung von Bougainville dar.
Der Schwerpunkt seiner Regierungsarbeit ist die Förderung der Einheit und die Beseitigung der Folgen des 
Bürgerkriegs. Am 19. Januar 2009 ernannte Tanis Ezekiel Massat zum Vizepräsidenten.